# Iuda Tadeu
Iudam Tadeu a fost, conform Noului Testament, unul din cei 12 apostoli ai lui Isus Hristos.

## Biografie
Acest apostol este prezentat în Noul Testament sub 2 nume diferite: „Tadeu” (Marcu 3,18, Matei 10,1-4), respectiv „Iuda”, fiul lui Iacob (Luca 6,16, Ioan 14,22 și Faptele Apostolilor 1,13). Este uneori identificat cu Iuda, fratele lui Isus.
A predicat în zona Feniciei și Asia Mică, ajungând la curtea regelui Avgar al Edessei. A murit străpuns de săgeți, conform tradiției, în anul 65 d.Cr. 
El ar fi conform tradiției autorul cărții biblice numită Epistola lui Iuda. Conform opiniei critice majoritare, aceasta este o scriere  sub nume fals. Unii cercetători o consideră o lucrare pseudonimă scrisă între sfârșitul secolului I și primul sfert al secolului al II-lea, bazându-se pe referirile la apostoli, tradiție, stăpânirea bună a limbii grecești și opoziția față de gnosticism, dar cercetătorii conservatori consideră că provine din perioada 66 - 90.